# Ulterior Motives
«Ulterior Motives» és una cançó pop de Christopher Saint Booth i Philip Adrian Booth, enregistrada en algun moment anterior a 1986. Va guanyar popularitat en línia després que un fragment de désset segons de la cançó, en aquell moment no identificada, es publicara en un bloc a l'octubre del 2021. Inicialment, els usuaris es referien al fragment com a «Everyone Knows That» (sovint abreujat com a EKT ), o «Ulterior Motives», tots dos referint-se a la lletra escoltada al fragment.
La secció de la cançó va ser pujada al lloc web d'identificació de cançons WatZatSong en 2021 per l'usuari espanyol carl92. L'usuari va afirmar haver descobert l'enregistrament entre arxius en una còpia de seguretat d'un DVD antic i va especular que era un àudio de prova que va sobrar de quan estava aprenent a gravar àudio. Des que es va pujar en 2021, els usuaris van buscar la cançó completa i informació sobre el seu origen i artista. Al febrer de 2024, The Guardian va qualificar-ho com «un dels misteris musicals més grans i duradors d'Internet». A l'abril de 2024, els usuaris de Reddit van identificar la cançó, inclòs el seu nom i els seus creadors. La font de la cançó va ser descoberta dins de la pel·lícula pornogràfica Angels of Passion, estrenada en 1986.

## Història
El 7 d'octubre de 2021, l'usuari carl92 va pujar un fragment de désset segons de la cançó a WatZatSong per a demanar ajuda per a identificar-la. La va etiquetar com «mitjans dels 80, mala qualitat. (Everyone Knows That)» i va afirmar que «vaig descobrir la mostra entre un munt d'arxius molt antics en una còpia de seguretat de DVD. Probablement estava aprenent a capturar àudio i això va ser el que va quedar». Encara que la cançó era inicialment desconeguda quan es va publicar el fragment, es va teoritzar que havia estat gravada en la dècada de 1980 a causa de les «similituds estilístiques» amb la música pop d'aquella època. Des de llavors, s'ha convertit en la «publicació més infame i persistent» de WatZatSong, i ha rebut la major quantitat de comentaris des del llançament del web l'any 2006.
La cançó va guanyar popularitat en línia a la fi de 2022 i principis de 2023, i al juny de 2023 es va llançar un subreddit dedicat a trobar la cançó i al seu artista. El 7 de gener de 2024, dos dels membres del subreddit van ser entrevistats per la cadena de televisió francesa TF1.

## Cerca en línia
La cerca de la cançó inicialment va trigar a popularitzar-se, però amb el temps va guanyar seguidors dedicats. Les fonts teoritzades per a la cançó van incloure una transmissió de MTV de la dècada de 1990, una peça musical de producció o un jingle comercial; i es va teoritzar que l'autoria podria estar a càrrec d'artistes com Roxette, Savage Garden i Jason Paige. A l'agost de 2023, els cercadors van trobar una cançó registrada amb el nom «Ulterior Motivis» en la base de dades de música canadenca SOCAN amb els noms de Booth, Christopher David i Booth, Philip.
A la fi de febrer de 2024, els usuaris van intentar contactar a un cantant anomenat White Mike Johnny Glove, que té una veu sorprenentment semblant a la de l'enregistrament. Es va teoritzar que per a la realització de la cançó es feu servir la caixa de ritmes LinnDrum i el sintetitzador Yamaha DX7, per la qual cosa el més probable seria que la data de llançament fóra posterior a 1983. Alguns usuaris van reconstruir el fragment original per a tindre una idea de com podria ser la cançó completa. D'altres creien que la cançó no era més que un engany per part d'un trol d'internet.
El 28 d'abril de 2024, els usuaris de Reddit van identificar la cançó, incloent-hi el nom i artistes. Es va descobrir que la font de la cançó era la pel·lícula pornogràfica de 1986 Angels of Passion. El 29 d'abril de 2024, un dels artistes, Christopher Saint Booth, va postejar públicament en Instagram sobre el descobriment de la font de la cançó i els artistes.